# Urothoe dentata
Urothoe dentata är en kräftdjursart som beskrevs av Schellenberg 1925. Urothoe dentata ingår i släktet Urothoe och familjen Urothoidae. Inga underarter finns listade i Catalogue of Life.